# 竜泉駅区
竜泉駅区（りゅうせんえき-く）は中華人民共和国四川省成都市に位置する市轄区。成都市東部に位置している。区内には成都経済技術開発区を有している。明蜀王陵、北周文王碑、石経寺などがある。

## 地理
龍泉山の麓に位置し、農業及び製造業を中心に発展している。近年では、外資系自動車メーカーの工場が進出し、四川の車城と呼ばれるようになった。自然豊かで、成都の代表的な観光地、洛帯古鎮があることでも有名である。近年では地下鉄も開通し、交通の便が大幅に良くなったことを機に、マンション建設ラッシュが続いており、成都のベッドタウンとなっている。

## 行政区画
6街道、3鎮を管轄する。
- 街道:竜泉街道、大面街道、十陵街道、同安街道、西河街道、柏合街道
- 鎮:洛帯鎮、洪安鎮、山泉鎮

## 教育

### 大学
- 成都信息工程大学
- 成都大学（中国語版）
- 四川旅遊学院（中国語版）
- 四川師範大学成龍校区
- 四川城市職業学院

## 交通
鉄道
- 中国鉄路総公司
  - 中国鉄路成都局集団公司
    - 成渝線（洪安郷駅（中国語版））
    - 成昆線（十陵駅 (成昆線)（中国語版））

- 成都軌道交通
  - 成都地下鉄2号線
  - 成都地下鉄4号線

道路
高速道路
- 滬蓉高速道路
- 渝蓉高速道路（中国語版）
- 厦蓉高速道路
- 成都環状高速道路（中国語版）
- 成都第二環状高速公路（中国語版）

## 健康・医療・衛生
- 成都市竜泉駅区第一人民医院